# Neuhaus am Rennweg
Neuhaus am Rennweg város Németországban, azon belül Türingiában. Lakosainak száma 8815 fő (2023. december 31.). Neuhaus am Rennweg Lauscha, Steinach és Frankenblick községekkel határos.

## Közigazgatás
A 6 városrész: Neuhaus am Rennweg, Steinheid, Limbach, Neumannsgrund, Scheibe-Alsbach und Siegmundsburg

## Népesség
A település népességének változása:
| Lakosok száma | 6897 | 6880 | 9076 | 8778 | 8927 | 8815 |
|               | 2015 | 2017 | 2019 | 2021 | 2022 | 2023 |

## Híres szülöttei
- Torsten Ziegner (* 1977), német labdarúgó-középpályás, edző, az FSV Zwickau vezetőedzője